# Marlene Hauser

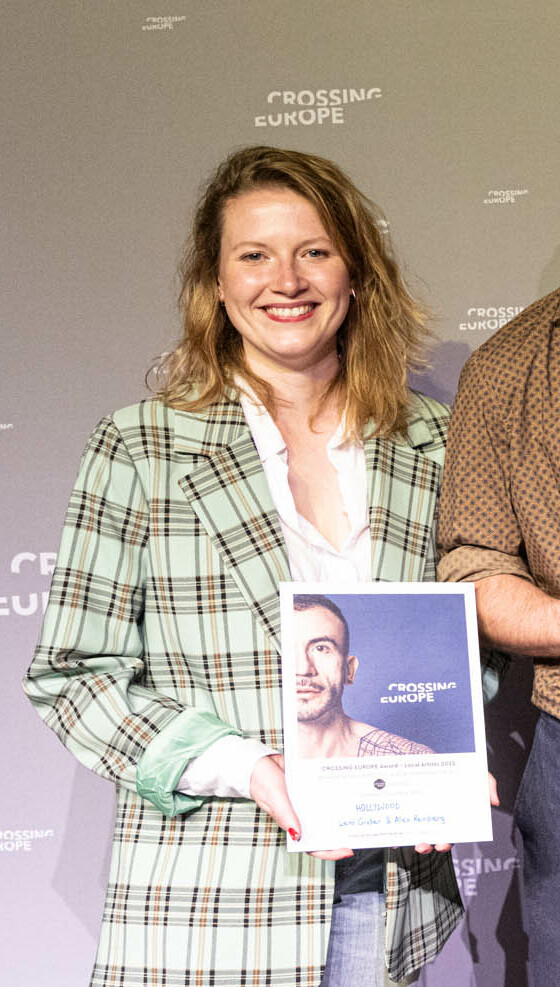
Marlene Hauser (2022)

Marlene Hauser (* 19. Jänner 1996 in Freistadt in Oberösterreich) ist eine österreichische Schauspielerin.

## Leben
Marlene Hauser studierte ab 2015 am Max Reinhardt Seminar Schauspiel, das Studium schloss sie 2019 ab. Rollenunterricht erhielt sie unter anderem bei Regina Fritsch.
Erste Schauspielerfahrungen sammelte sie 2013/14 am Landestheater Linz, während des Studiums spielte sie am Volkstheater Wien sowie die Titelrolle in Emilia Galotti unter der Regie von Lukas Holzhausen am Volx/Margareten. Am Theater in der Josefstadt stand sie ab der Saison 2019/20 unter anderem in Die Strudlhofstiege als Thea Rokitzer, in Mord im Orientexpress als Grete Olson, als Mizzi Haberl im Der Bockerer, als Fanny Mel in Das Konzert sowie in Die Stadt der Blinden auf der Bühne.
Im Spielfilm 3 Freunde 2 Feinde von Sebastian Brauneis hatte sie eine Hauptrolle als Johanna. Für die Filme 1 Verabredung im Herbst und Die Vermieterin arbeitete sie erneut mit Sebastian Brauneis zusammen. 2020 war sie im ORF-Landkrimi Steirerwut von Wolfgang Murnberger als Niki Kern zu sehen, im Landkrimi Zu neuen Ufern spielte sie unter der Regie von Nikolaus Leytner die Rolle der Johanna. In dem auf der Berlinale 2022 uraufgeführten Spielfilm Sonne von Kurdwin Ayub verkörperte sie die Rolle der Marlene. In der 2023 erstmals ausgestrahlten Folge Was ist das für eine Welt der Krimi-Reihe Tatort übernahm sie unter der Regie von Evi Romen die Rolle der Anna Feistinger.
Im ORF-Landkrimi Schnee von gestern aus Osttirol bildete sie Ende 2023 mit Simon Morzé das Ermittlerduo. Im Jänner 2024 feierte sie mit der Uraufführung der Bühnenfassung des Debütromanes Die Party. Eine Einkreisung von Ulrike Haidacher am Schauspielhaus Graz Premiere.

## Filmografie (Auswahl)
- 2015: You&Me (Kurzfilm)
- 2017: Universum History – Unser Österreich: Oberösterreich – Im Bann von Krieg und Besatzung (Fernsehserie)
- 2018: The Field Guide to Evil – Segment The Sinful Women of Höllfall
- 2018: A Place Called Home (Kurzfilm)
- 2020: 3 Freunde 2 Feinde
- 2020: Landkrimi: Steirerwut (Fernsehreihe)
- 2021: 1 Verabredung im Herbst
- 2021: Vote! (Kurzfilm)
- 2022: SOKO Linz – Judas (Fernsehserie)
- 2022: Sonne
- 2022: Hollywood (Kurzfilm)
- 2022: Corsage
- 2022: Landkrimi: Zu neuen Ufern (Fernsehreihe)
- 2023: Until I lie still (Kurzfilm)
- 2023: Tatort: Was ist das für eine Welt (Fernsehreihe)
- 2023: Die Vermieterin (Spielfilm)
- 2023: Letzter Saibling (Fernsehreihe)
- 2024: Des Teufels Bad
- 2024: Andrea lässt sich scheiden
- 2024: Zwei gegen die Bank (Fernsehfilm)
- 2024: Landkrimi: Schnee von gestern (Fernsehreihe)
- 2024: 80 Plus (Alternativtitel Toni und Helene)
- 2024: Pfau – Bin ich echt?
- 2025: Das geheime Stockwerk
- 2025: Sehnsucht in Sangerhausen

## Hörspiele (Auswahl)
- 2019: Margret Kreidl, Lucas Cejpek: Gesellschaft im Kasten (Zitatkasten) – Regie: Lucas Cejpek (Original-Hörspiel – ORF, erstgesendet auf Österreich 1 am 31. März 2019)[5][9]